# سليمان باشا الخادم البشناقي
سليمان باشا الخادم البشناقي هو سياسي عثماني شغل منصب والي في الدولة العثمانية.

## مناصبه
تولى المناصب التالية:
- والي الروملي (حتى 1474)